# Kilt
Kilt er betegnelsen for de skotske mænds skørt. Ordet kommer fra nordisk (ODS). Kilten er traditionelt skotskternet – det, der på engelsk hedder "tartan". Den består af et langt stykke uldstof – op til 7 meter – som er glat i hver ende, men syet og presset i læg (plisseret) i midten. 
Selv om kilten ikke er en traditionel del af nationaldragten uden for Skotland, bliver kilte også brugt i andre keltiske nationer som et tegn på national identitet. Navnlig ses den ofte i Irland,  men den ses også i Wales, Cornwall, Isle of Man, Bretagne i Frankrig og Galicien i Spanien. 
En kilt består derfor af tre dele: en for-apron, en under-apron og en plisseret del (bagtil). Kilten fastgøres omkring livet med læderstropper i hver side – i vore dage hyppigst to i højre side og én i venstre. Til kilten hører to uundværlige ting: en sporran og sokker. 
Sporranen er en lædertaske, der bæres foran på kilten ca. oven på den nederste del af underlivet. Den er nødvendig, da der ikke er nogen lommer i en kilt.
Sokkerne når op til knæene og holdes fast med et par bånd (flashes) med stofstykker, der hænger ned. Stofstykkerne er enten i samme tartan som kilten eller ensfarvede i en farve, der matcher en af kiltens grundfarver. Sokkerne – "hose" – var i gamle dage enten i samme tartan som kilten eller harlekinternede i kiltens grundfarver. I nutiden er der to skoler: den traditionelle, hvor sokkerne er enten sorte eller i en farve, der matcher kiltens – og den moderne mainstream, hvor sokkerne er cremefarvede. Den sidstnævnte stil, som oprindelig kommer fra sækkepibeorkestrene, skyldes især, at mange, der ikke selv har en kilt, lejer en – og udlejningsfirmaerne har stor glæde af kun at behøve at føre én farve.
Derudover vil man til formelt brug også bære en sgian dubh (udtales SKI-an DUU), som er en lille kniv, der bæres i den ene sok.
På overkroppen vil man – alt efter lejligheden – typisk have skjorte, jakke (evt. med vest eller bælte) og slips eller butterfly. På fødderne vil man enten have mørke sko eller de såkaldte "ghillie brogues" (en slags golfsko – brogues – uden pløs og med lange snørebånd, der bindes om anklerne).
I militæret er det af rent praktiske grunde skik ikke at bruge underbukser til kilt – dog gøres der en undtagelse ved kraftigt blæsevejr og ved livlig dans. Uden for militæret er der valgfrihed, men uanset hvad bør man altid være klar med en kvik replik som svar på det uundgåelige spørgsmål: "Hvad har man egentlig på nedenunder kilten?" (Et svar kunne være – med et glimt i øjet: "Sko og strømper, ik'") Et andet, kortere: "Skotlands fremtid!"

## Variationer alt efter omstændighederne

### I dagtimerne
Bruges f.eks. til gæsterne ved et formiddagsbryllup:
- Kilt (behageligt luftig om sommeren; ganske vist kølig om vinteren, men let’s face it: der er ikke mange selskaber udendørs i længere tid i januar måned!)
- Sporran (”mavetasken”, som ud over at se godt ud også er stedet at opbevare tegnebog og bilnøgler) – som regel helt i læder.
- Tweed-jakke, enten med tilhørende vest eller med formelt kilt-bælte (aldrig begge dele samtidig!); bemærk, at en kiltjakke er kortere end en almindelig jakke, og har jaket-snit foran forneden.
- Almindelig skjorte
- Ensfarvet slips – uld eller silke – i en farve, der matcher kilten (men ikke et slips i tartan!). Hvis der er tale om et bryllup, kan man desuden vælge enten et lysegråt/sølvfarvet slips eller en kravat/plastron.
- Knæsokker i kraftig kvalitet (oftest uld) – i en farve, der matcher enten kilten eller jakken.
- Pæne, mørke sko i passende farve; eller evt. de såkaldte ghillie brogues (en slags laksko, formet som sorte golfsko, men uden ”pløs” under snørerne; til gengæld er snørerne meget lange og bindes rundt om anklerne)
- Evt. en kiltnål (kun igennem det forreste stykke stof – ellers er der stor risiko for kiltskade!)
- Evt. en sgian dubh i diskret version

### I eftermiddagstimerne
Gælder også de tidlige aftentimer og lejligheder, hvor andre bærer jaket (morning suit), f.eks. til gæsterne ved et eftermiddagsbryllup eller et formelt formiddagsbryllup – denne version matcher i øvrigt også jaket i stilleje – men også ved et pænere aftenselskab, hvor smoking eller kjole og hvidt ikke skal bæres:
- Kilt
- Sporran – som regel helt i pels; til eftermiddagsbrug kan den være i blandet læder/pels
- Mørk tweed-jakke, enten med tilhørende vest eller med formelt kilt-bælte; eller (typisk) den såkaldte Argyll-jakke i glat, sort uld (dvs. samme overflade som almindelige mørke jakker af god uldkvalitet), gerne med vest, ellers bælte.
- Almindelig skjorte eller enkel smokingskjorte
- Ensfarvet slips – uld eller silke – i en farve, der matcher kilten. Igen: Hvis der er tale om et bryllup, kan man desuden vælge enten et lysegråt/sølvfarvet slips eller en kravat/plastron.
- Knæsokker i en farve, der matcher enten kilten eller jakken; eller (hvilket er ved at blive det mest udbredte) cremefarvede knæsokker.
- Pæne, mørke sko i passende farve; eller (typisk) ghillie brogues
- Kiltnål
- Sgian dubh

### I aftentimerne
Svarende til smoking eller kjole og hvidt (skotterne har slået de to former sammen – efter ægte skotske principper ingen overflødig ekstravagance ved at skulle investere i to sæt):
- Kilt
- Sporran – helt i pels
- Prince Charlie-jakke (en slags kort kjolejakke, der altid bæres med sort vest)
- Aftenskjorte/Smokingskjorte
- Butterfly (ikke i tartan!)
- Mørke, sorte eller cremefarvede knæsokker – eller i matchende tartan eller tern i samme grundfarver som kilten.
- Ghillie brogues, eller (hvilket næsten aldrig ses mere) sko med spænde
- Kiltnål
- Sgian dubh

## Brug af kilt
Oprindelig valgte man kilt, som man bruger bukser. Med tiden var der en tilbøjelighed til, at enkelte familier havde en forkærlighed for visse tern, og da kilten kom på mode i Victoriatiden, udstedte majestæten selv en invitation til en formel begivenhed, hvor alle de skotske klanhøvdinge stillede i klan-tartan. De, der ikke havde en sådan foretrukken tartan, fik god hjælp af skrædderne til at vælge én, og i løbet af få år havde hver klan sin tartan. Med tiden kom der flere variationer til i hver klan.
Herudover havde højlandsregimenterne ikke overraskende en regiments-tartan, som ofte stammede fra en klan-tartan. Senere genoptog man en gammel skik, ifølge hvilken forskellige områder havde en distrikts-tartan, og i nutiden har en del store firmaer deres egen firma-tartan, ligesom mange universiteter har det.
Endelig har man i mange år haft nogle få tartans, som var til fri afbenyttelse – primært Black Watch, som egentlig er en stats-tartan. Ved en misforståelse er der opstået en myte om, at Stewart-klanens jagt-tartan (Stewart Hunting Tartan) er en fri tartan, og denne myte har vundet hævd. Den gamle kongefamilie-tartan – Royal Stewart – findes i vore dage på alt fra bøger til småkagedåser, og derfor regnes den efterhånden også for allemandseje – hvilket føres tilbage til en principerklæring fra dronning Anne om, at eftersom monarken er nationens klanhøvding, har alle skotter ret til at bære Royal Stewart.
Der er stadig intet tartan-politi, men det anses for mest passende, at man ikke bruger en klan-tartan, medmindre man tilhører klanen/bærer klanens navn. Dette kan dog gå langt tilbage i stamtræet – for ifølge skotsk tradition er skotsk whisky det eneste, der kan fortynde skotsk blod, og skotterne har en meget lang tradition for at arve slægttilhørsforhold på både mødrene og fædrene side, ligesom de fra tidernes morgen har godtaget kvindelige klan-høvdinge. Ved brylluppet mellem kronprins Frederik og Mary Donaldson var Donaldsens far, John, iført kilt i McDonald-klanens tern. Når Sean Connery stiller op til fotografering i kilt, er det ikke Connery-klanens – hans far var nemlig fra Irland – men hans mors klan-tartan, McLean-klanen. Og tilsvarende er det et spørgsmål om tid, før man ser prins Christian i en McDonald-kilt, som han vil bære med fuld ret, lige som hans sønner – og hans døtres sønner.
I moderne tid er man begyndt – især i avant garde-herremode – at designe kilte på mange nye måder. Oprindelig i ensfarvet stof, så i alle tænkelige materialer og med alle tænkelige kombinationer af tøj som T-shirts og militærstøvler.
Den, der ønsker at gå i kilt, kan enten grave en skotte op i stamtræets rodnet, vælge en "fri" tartan, købe virksomheds-tartan'en fra fabrikanten af yndlings-whisky'en – eller vælge en kilt i moderne design.